# Antennenpigment
Als Antennenpigment bezeichnet man bei phototrophen Lebewesen Farbstoffe (Pigmente) in der Membran ihrer Thylakoide, die durch Licht unterschiedlicher Wellenlängen angeregt werden und diese Lichtenergie ohne Strahlungs- oder Wärmeverluste auf die so genannten Reaktionszentren der Photosysteme (Chlorophyll-Moleküle) übertragen. Auf diese Weise können phototrophe Lebewesen mehr Licht und ein größeres Wellenlängen-Spektrum als Energiequelle ausnutzen als würden sie lediglich das von den Reaktionszentren absorbierte Licht nutzten.
Zu den Antennenpigmenten zählen die verschiedenen Chlorophylle (a, b, c, d, e) sowie verschiedene Carotinoide und ggf. Phycobiline.
Siehe auch: Lichtsammelkomplex